# Traînou
Traînou är en kommun i departementet Loiret i regionen Centre-Val de Loire strax norr Frankrikes mitt. Kommunen ligger i kantonen Neuville-aux-Bois som tillhör arrondissementet Orléans. År 2022 hade Traînou 3 419 invånare.

## Befolkningsutveckling
Antalet invånare i kommunen Traînou
| Referens: INSEE |